# Zendtijd voor Kerken

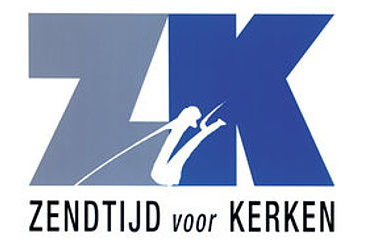
Logo der Zendtijd voor Kerken

Zendtijd voor Kerken (ZvK, deutsch : Sendezeit für Kirchen) war eine niederländische Rundfunkgesellschaft, die im Oktober 1994 von einigen Kirchengemeinschaften protestantischer Ausrichtung gegründet wurde. Sie verfolgte ähnliche Ziele wie der 1975 gegründete Rundfunkverein IKON und gehörte mit diesen und weiteren weltanschaulichen Radiovereinen zu dem sogenannten 2.42-omroep (zuvor noch 39f-omroep) und strahlte vornehmlich an Sonntagen Gottesdienste über Radio (meist NPO Radio 5) und Fernsehen (meist NPO2) aus.  

## Zielsetzung
Ziel des ZvK  war es die Gottesdienste der niederländischen Kirchen auch per Radio und Fernsehen zu verbreiten. Auch weil die Kirche der Meinung war, den Auftrag zu haben das Evangelium auch im öffentlichen Leben zu verkünden. Mit der Bereitstellung dieser Sendungen wollte sie einerseits Zuhörer und Zuschauer erreichen, die aus welchen Gründen auch immer nicht mehr in die Kirche gingen, und andererseits einen Appell an diejenigen richten, die keinen Bezug zur Kirche und zum Evangelium (mehr) hatten. Ein Beispiel solcher Sendungen war die Serie Denkstof, von der mehr als 40 Folgen erschienen; vornehmlich Kurzpredigten für junge Menschen, erstellt in Zusammenarbeit mit dem Evangelische Omroep (EO).

## Gegenwart
Gegen Ende des Jahres 2012 verkündete das Kabinett Rutte II, dass der 2.42-omroep in seiner jetzigen Form zum 1. Januar 2016 nicht mehr Bestand haben werde. Das bedeutete das Ende des ZvK. Zuvor wollte die ZvK enger mit der Rundfunkgesellschaft NCRV zusammenarbeiten. Der Plan des Kabinetts führte jedoch zu einer neuen Vorgehensweise: Die ZvK und der IKON wählten das Zusammengehen mit dem EO. Am 8. Juli 2013 zogen die ZvK und der IKON in das Haus des EO. Ab dem November 2014 wurde einige Male im Jahr die Sendung Kerkdienst ausgestrahlt und ab Januar 2016 das Radioprogramm Zin, zout en zegen auf NPO Radio 5, worin jeden Sonntagabend ein Kirchenbesucher den Radiohörer in seine Kirche mitnahm und ihn hier am Gottesdienst teilhaben ließ.

## Beteiligte Kirchengemeinschaften
Christelijke Gereformeerde Kerken
Nederlands Gereformeerde Kerken
Gereformeerde Kerken vrijgemaakt
Baptisten
Landesweite Plattform der Pfingstbewegung (ndl.: Pinkster)- und alle Evangelischen Gemeenten und eine Reihe von unabhängigen evangelischen Gemeinden, die in der Stiftung Zendtijd Evangelische Gemeenten vereint sind
Fortgesetzte Reformierte Kirche in den Niederlanden
Stichting Zendtijd Evangelische Gemeenten